# Ancienne église paroissiale Saint-Tugdual
L'ancienne église paroissiale est située à Saint-Tugdual en France.

## Localisation
L'église est située sur le territoire de la commune de Saint-Tugdual, , dans le département du Morbihan en région Bretagne.

## Description
L'église paroissiale Saint-Tugdual a été détruite par la foudre en 1959. En forme de croix latine, elle datait du Moyen Âge et possédait une cloche de 1615. Elle a été décrite en détail par Louis Rosenzweig en 1863. Une nouvelle église est construite en 1961 par l'architecte Claubert de Cléry en réutilisant au maximum les matériaux de l'ancienne église.

## Historique
L'église est inscrite à l'inventaire général du patrimoine culturel.